# Bisaltes chilensis
Bisaltes chilensis är en skalbaggsart som beskrevs av Stefan von Breuning 1939. Bisaltes chilensis ingår i släktet Bisaltes och familjen långhorningar. Inga underarter finns listade.